# PLCXD3
PLCXD3 (англ. Phosphatidylinositol specific phospholipase C X domain containing 3) – білок, який кодується однойменним геном, розташованим у людей на 5-й хромосомі. Довжина поліпептидного ланцюга білка становить 321 амінокислот, а молекулярна маса — 36 313.
| 10         |  | 20         |  | 30         |  | 40         |  | 50         |
| ---------- |  | ---------- |  | ---------- |  | ---------- |  | ---------- |
| MASSQGKNEL |  | KLADWMATLP |  | ESMHSIPLTN |  | LAIPGSHDSF |  | SFYIDEASPV |
| GPEQPETVQN |  | FVSVFGTVAK |  | KLMRKWLATQ |  | TMNFTGQLGA |  | GIRYFDLRIS |
| TKPRDPDNEL |  | YFAHGLFSAK |  | VNEGLEEINA |  | FLTDHHKEVV |  | FLDFNHFYGM |
| QKYHHEKLVQ |  | MLKDIYGNKM |  | CPAIFAQEVS |  | LKYLWEKDYQ |  | VLVFYHSPVA |
| LEVPFLWPGQ |  | MMPAPWANTT |  | DPEKLIQFLQ |  | ASITERRKKG |  | SFFISQVVLT |
| PKASTVVKGV |  | ASGLRETITE |  | RALPAMMQWV |  | RTQKPGESGI |  | NIVTADFVEL |
| GDFISTVIKL |  | NYVFDEGEAN |  | T          |  |            |  |            |

A: Аланін

C: Цистеїн

D: Аспарагінова кислота

E: Глутамінова кислота

F: Фенілаланін

G: Гліцин

H: Гістидин

I: Ізолейцин

K: Лізин

L: Лейцин

M: Метіонін

N: Аспарагін

P: Пролін

Q: Глутамін

R: Аргінін

S: Серин

T: Треонін

V: Валін

W: Триптофан

Кодований геном білок за функціями належить до гідролаз, білків внутрішньоклітинного сигналінгу. 
Задіяний у таких біологічних процесах, як метаболізм ліпідів, деградація ліпідів. 
Локалізований у цитоплазмі.